# Světec
Světec è un comune della Repubblica Ceca facente parte del distretto di Teplice, nella regione di Ústí nad Labem.

## Monumenti e luoghi d'interesse
- Castello di Světec